# Xả súng tại trường tiểu học Robb
Ngày 24 tháng 5 năm 2022, Salvador Ramos 18 tuổi đã xả súng tại trường tiểu học Robb ở thành phố Uvalde, bang Texas, Hoa Kỳ, giết chết 21 người. Trước đó cùng ngày, Ramos đã bắn bị thương bà mình.Trong số những người bị bắn chết, 19 người là trẻ em và hai người lớn. Ramos, một học sinh tại một trường trung học gần đó, đã thiệt mạng sau một cuộc đấu súng với cảnh sát. Theo cảnh sát trưởng học khu Uvalde Pete Arredondo, điều tra sơ bộ cho thấy kẻ xả súng hành động đơn độc, không có bất kỳ sự trợ giúp nào khác.
Vụ tấn công là vụ xả súng trường học đẫm máu nhất trong lịch sử Texas, và vụ xả súng hàng loạt chết người nhất tại một trường tiểu học ở Hoa Kỳ kể từ vụ xả súng ở trường tiểu học Sandy Hook vào năm 2012.